# Ерик Паладино
Ерик Паладино (енгл. Erik Palladino; Јонкерс, САД, 10. мај 1968) амерички је глумац италијанског порекла.
Најпознатији је по улози доктора Дејва Малучија у серији Ургентни центар. Поред тога глумио је у преко 20 филмова, као и у серијама Место злочина, Закон и ред: Одјел за жртве, Fringe, Burn Notice, и NCIS.
Паладино је певач рок бенда Hearing Red.